# Podalonia aspera
Podalonia aspera là một loài côn trùng cánh màng trong họ Sphecidae, thuộc chi Podalonia. Loài này được Christ miêu tả khoa học đầu tiên năm 1791.